# Lưu Khôi (Đông Hán)
Lưu Khôi (tiếng Trung: 劉璝; bính âm: Liu Gui), thường được dịch là Lưu Hội, không rõ tên tự, là tướng lĩnh dưới quyền quân phiệt Ích Châu cuối thời Đông Hán trong lịch sử Trung Quốc.

## Cuộc đời
Không rõ quê quán, hành trạng ban đầu của Lưu Khôi. Khôi là người trung nghĩa, làm tướng dưới trướng Ích Châu mục Lưu Chương.
Năm 213, Kinh Châu mục Lưu Bị cùng Lưu Chương trở mặt, phát sinh chiến sự. Từ ải Bạch Thủy, quân Kinh Châu hầu như tiến thẳng đến Thành Đô mà không gặp phải ngăn trở, trừ một số trường hợp như Vương Liên ở Tử Đồng. Lưu Chương liền phái Lưu Khôi, Trương Nhiệm, Lãnh Bao, Đặng Hiền, Ngô Ý dẫn quân phòng ngự Phù Thành. Các sách đều để tên Khôi lên đầu tiên, nên có khả năng Lưu Khôi mới là chỉ huy cao nhất.
Quân Ích Châu bại trận, Ngô Ý đầu hàng, Trương Nhiệm rút lui về Miên Trúc cố thủ. Lưu Chương phái Lý Nghiêm cùng con rể Phí Quán chi viện Miên Trúc. Nghiêm, Quán đầu hàng Lưu Bị. Đại quân tan tác, phải lui về Lạc Thành. Lưu Chương lần này phái con trưởng Lưu Tuần đến chi viện. Trương Nhiệm, Lưu Khôi tại Lạc Thành cố thủ hơn một năm thì bị phá. Lưu Chương sau đó đầu hàng. Không rõ kết cục của Lưu Khôi, sử sách chỉ chép việc Trương Nhiệm chết, không nhắc tới những người khác.

## Trong văn hóa
Trong tiểu thuyết Tam quốc diễn nghĩa, Lưu Khôi xuất hiện ở hồi 60. Lưu Chương không nghe lời can gián của Hoàng Quyền, Lý Khôi, Vương Lũy, mời Lưu Bị vào Ích Châu, các tướng Lưu Khôi, Lãnh Bào, Trương Nhiệm, Đặng Hiền gián rằng: Chúa công đừng mừng rỡ vội, Lưu Bị ngoài mềm trong cứng, chưa dễ mà lường được đâu phải đề phòng mới được. Chương không nghe, mọi người thở dài đi ra. Trong tiệc rượu, Bàng Thống ngầm phái Ngụy Diên múa kiếm định chém Lưu Chương, Trương Nhiệm múa kiếm ngăn lại. Diên ra hiệu Lưu Phong rút kiếm, các tướng Lưu Hội, Lãnh Bào, Đặng Hiền rút gươm kéo ùa ra: Chúng tôi xin múa cả một lượt để góp phần vui. Lưu Bị hoảng hốt ngăn cản, mọi việc mới thôi.
Lưu Bị cùng Lưu Chương trở mặt, giết Dương Hoài, Cao Bái. Chương sợ hãi, phái Lưu Khôi, Lãnh Bào, Trương Nhiệm, Đặng Hiền dẫn năm vạn quân đến giữ huyện Lạc. Trước khi xuất quân, Lưu Khôi đề nghị: Tôi nghe ở núi Cẩm Bình có một dị nhân, đạo hiệu là Tử Hư thượng nhân, biết trước được số sinh, tử, quý, tiện cho người ta. Chúng ta hành quân qua đường núi ấy, nên đến hỏi xem ra làm sao. Trương Nhiệm muốn từ chối: Đại trượng phu đã mang quân đi đánh giặc, can gì phải hỏi đến những người ở nơi sơn dã! Khôi lại thuyết phục: Không được! Thánh nhân có dạy rằng: Đạo bậc chí thành, có thể điều gì cũng biết trước. Chúng ta hỏi người cao minh, để theo điều hay, tránh điều dở thì có làm sao? Bốn tướng bèn lên núi tìm đến Tử Hư. Khôi cầu xin mấy lần, Tử Hư mới để lại một bài kệ. Khi Khôi hỏi số mệnh bản thân cùng các tướng, Tử Hư trả lời: Số trời đã định, không sao tránh được, hỏi chi cho lắm!
Khi đến huyện Lạc, Khôi kiến nghị: Lạc Thành này là một bức tường che chở Thành Đô, nếu mất chỗ này thì Thành Đô cũng khó giữ được. Bốn chúng ta phải chia làm hai cánh: hai người ở nhà giữ thành, hai người phải ra mặt trước Lạc Huyện, tìm chỗ nào rừng núi hiểm trở, lập lấy hai cái trại mà giữ, chớ để cho giặc đến gần thành. Lãnh Bào, Đặng Hiền xin ra ngoài lập trại, còn Lưu Khôi, Trương Nhiệm giữ thành. Sau đó hai trại bị Hoàng Trung, Ngụy Diên chiếm, Lưu Khôi túng thế, phái người về Thành Đô cầu viện. Lưu Chương phái Ngô Ý, Ngô Lan, Lôi Đồng chi viện.
Lưu Bị chia quân đánh Lạc Thành. Trương Nhiệm mai phục, bắn chết Bàng Thống. Ngô Lan, Lôi Đồng truy kích Ngụy Diên. Khi Diên được Hoàng Trung cứu thì Lưu Khôi hội quân cùng Lan, Đồng bao vây, đánh đuổi quân Lưu Bị về ải. Khi Lưu Bị thu được viện binh từ Kinh Châu, Lưu Khôi cùng Ngô Ý dẫn quân ra, phối hợp với Ngô Lan, Lôi Đồng đánh tan quân Ngụy Diên, Hoàng Trung. Quân Xuyên đang thắng trận thì bị Trương Phi đánh úp. Ngô Lan, Lôi Đồng bị chia cắt, buộc phải đầu hàng. Khôi, Ý đành phải rút quân về, bàn rằng: Quân ta thế nguy lắm, không quyết một trận tử chiến, thì làm sao đuổi được quân giặc đi. Vậy phải một mặt đến Thành Đô cầu cứu, một mặt dùng mẹo phá mới xong. Mưu kế thất bại, Ngô Ý bị bắt rồi đầu hàng. Khi được hỏi về các tướng, Ý nhận xét rằng: Lưu Khôi thì chẳng đáng kể, chỉ có Trương Nhiệm là người ở Thục quận, can đảm mà lắm mưu lược, không nên coi thường. Lưu Chương sau đó phái Trương Dực, Trác Ưng chi viện. Trương Nhiệm cùng Trác Ưng dẫn quân đánh cầu Kim Nhạn, còn Lưu Khôi, Trương Dực giữ thành. Kết quả Nhiệm thua trận, bị giết, Ưng đầu hàng. Hôm sau, Nghiêm Nhan, Ngô Ý dẫn các hàng tướng đến gọi hàng. Lưu Khôi ở trên tường thành quát mắng ầm ĩ. Nghiêm Nhan định rút tên ra bắn thì Khôi bị Trương Dực từ đằng sau chém chết, mở thành đàu hàng.